# Instituição financeira

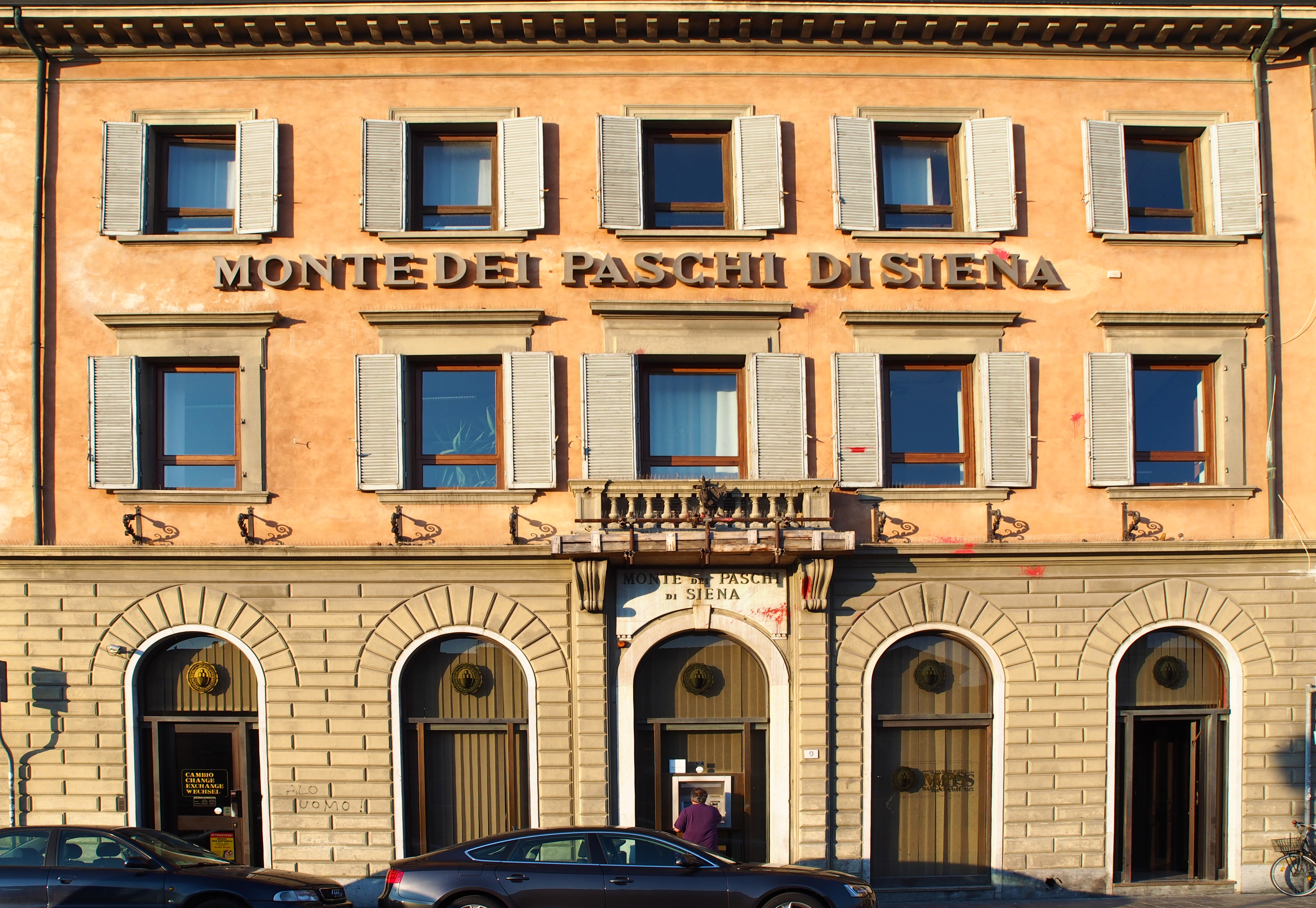
Banca Monte dei Paschi di Siena, na cidade de Pisa, Itália, mais antigo banco do mundo ainda em atividade.

Instituição financeira é uma organização cuja finalidade é otimizar a alocação de capitais financeiros próprios e/ou de terceiros, obedecendo uma correlação de risco, custo e prazo que atenda aos objetivos dos seus patrocinadores (no sentido da palavra inglesa stakeholder), incluindo pessoas físicas ou jurídicas que tenham interesses em sua operação como acionistas, clientes, colaboradores, Cooperados, fornecedores, agências reguladoras do mercado onde a organização opere.
A Instituição Financeira opera administrando um equilíbrio delicado entre moedas, prazos e taxas negociados para os capitais que capta (passivos) e para os que aplica (ativos) no mercado, respeitando os critérios e normas estabelecidos pelas agências reguladoras/supervisoras de cada mercado onde atue.
Um complicador para a governança do Sistema Financeiro é a taxa de alavancagem entre os passivos e ativos da Instituição Financeira, a qual exige um contínuo monitoramento, e pode levar a eventuais intervenções pelas agência reguladoras ou supervisoras, visando administrar o risco sistêmico.

## Funções
Instituições financeiras fornecem serviços como intermediários dos mercados financeiros. Em termos gerais, existem três principais tipos de instituições financeiras:
1. instituições depositárias - instituições que aceitam tomar e gerir depósitos, além de fazer empréstimos, incluindo bancos, sociedades de construção, cooperativas de créditos, empresas de confiança e empresas de empréstimo hipotecário;
2. instituições contratuais - companhias de seguros e fundos de pensões; e
3. instituições de investimento - bancos de investimento, subscritores, corretoras.